# سان أماند (باد كاليه)
سان أماند، باد كاليه (بالفرنسية: Saint-Amand, Pas-de-Calais)‏ هي بلدية تقع في إقليم باد كاليه من منطقة نور با دو كاليه في شمال فرنسا. تبلغ مساحة هذه المدينة 5.45 (كم²)، وترتفع عن سطح البحر 144 م، يبلغ عدد سكانها 152 نسمة حسب إحصاء المعهد الوطني للإحصاء والدراسات الاقتصادية سنة 2009 م. وترأس Gérard Bray البلدية خلال فترة (2008-2014).